# Îți pare rău
„Îți pare rău” este un cântec al rapperului român Spike. Acesta conține un sample din piesa cu același nume a lui Dan Spătaru, fiind al doilea material dedicat interpretului după „Dan Spătaru” de la Boier Bibescu și Don Baxter.
Lansată pe 13 octombrie 2011, piesa a fost interpretată pentru prima dată la Romanian Music Awards, alături de alți membri ai casei de discuri Okapi Sound.

## Producție
Sursă:
- Spike - text
- Agresiv - muzică
- Grasu XXL - muzică
- Ștefan Mihăilescu - chitara
- Ionuț Șerban - bass
- Grasu XXL - mix/master
- Griffo - artwork